# おはようネットワーク
『おはようネットワーク』は、1997年4月7日から2005年4月1日まで山陽放送運営のRSKラジオで放送されたラジオ番組。
週5日間の帯で放送されていた平日朝のワイド番組。RSKラジオでは2000年代初頭まで『ラジばたワイド』の名を冠した番組が複数放送されており、本番組も当初は『ラジばたワイド おはようネットワーク』と題して放送されていたが、『ラジばたワイド』の名は後に消失した。
本番組に出演していたメンバーの一部は、後継番組の『国司憲一郎のラジオ直球どまん中!』にも引き続き出演した。また金曜担当の石田好伸は、さらにその後継番組である『石田好伸の通勤ラジオ絶好調!』で再びパーソナリティに起用された。

## 放送時間
いずれも日本標準時。
- 月曜 - 金曜 6:30 - 11:30 [4]
- 月曜 - 金曜 6:30 - 10:00 [5]
- 月曜 - 金曜 6:35 - 10:00 [6]

## 出演者

### 男性パーソナリティ
- 滝沢忠孝（月曜 - 金曜[3] → 月曜 - 木曜[7]）
- 武田博志[8]
- 石田好伸（金曜[7]）
- 国司憲一郎（月曜 - 木曜[9]）
- 江種久志（木曜） - 国司がスタジオ不在になる日の進行を担当[1]。

### 女性パーソナリティ
- 森下真由美（月曜 - 金曜[4]）
- 森くにえ（月曜 - 金曜[2]）
- 榎崎朱子（月曜 - 金曜[2] → 月曜 - 木曜[3]）
- 中村恵美（金曜[3] → 木曜・金曜[10]）
- 葭野美穂香（ラジオディレクター）（月曜・火曜 → 水曜・木曜[11]）
- 西田多江[11] → 小沢典子[9] → 畠山洋子[12]（月曜・火曜）
- 本田祐美[11] → 大橋里美[7] → 横田麻衣子[13] → 山下真規恵[9] → 楢崎房江[14]（金曜）
- 坤徳ひとみ[9] → 難波恵[12]（水曜・木曜）

### ラジオカーリポーター
- 横須賀伸一[11]
- 国司憲一郎（木曜） - 番組末期には、パーソナリティである国司自らが木曜のラジオカーリポーターを務めていた[1]。

### コメンテーター
- 荻原博子（経済評論家）[11]
- 須田慎一郎（ジャーナリスト）[11]
- 小室加代子（ジャーナリスト、評論家）[11]